# Top Chef VIP
Top Chef VIP es un programa de telerrealidad estadounidense de competición gastronómica que se estrenó en Telemundo el 9 de agosto de 2022. El programa es producido por RCN Televisión para Telemundo. Es la segunda adaptación en español del formato Top Chef en Estados Unidos después de Top Chef Estrellas, que también se transmitió por Telemundo entre 2014 y 2015.
En julio de 2023, la serie fue renovada para una tercera temporada que se estrenó el 21 de mayo de 2024. La cuarta temporada se estrenó el 22 de julio de 2025.

## Formato
Un grupo de celebridades ponen a prueba sus habilidades culinarias y son juzgados por un panel de chefs profesionales con un concursante eliminado cada semana. El ganador recibe el gran premio en efectivo.

### Pruebas
- Prueba de fuego: Las celebridades compiten individualmente o en equipos y deben cocinar un platillo que cumpla ciertas indicaciones. Normalmente se les da 60 minutos o menos para completar el reto. Los jueces eligen a uno o más famosos como ganadores del reto. Al principio de la temporada, las celebridades ganadores se pasan al reto de inmunidad del episodio. A medida que disminuye el número de concursantes, se retira la inmunidad y, en su lugar, el ganador pasa al reto de clasificación para la semifinal de la temporada.
- Prueba de inmunidad: Las celebridades compiten individualmente y preparan un platillo con ingredientes específicos. La celebridad ganadora recibe inmunidad a la eliminación de esa semana.
- Reto Express: Las celebridades disponen de 20 minutos o menos para preparar un platillo rápido (por ejemplo, un sándwich, una quesadilla, un omelet) o una salsa. Este reto se utiliza para asignar equipos para el reto de equipos.
- Pueba de habilidades: Las celebridades realizan una lista de técnicas o estilos de cocina comunes (por ejemplo, pelar/picar verduras,). Al igual que el Reto Express, este reto se realiza para asignar a los miembros del equipo para el reto de equipos.
- Reto en equipos: En este reto, las celebridades se dividen en equipos mediante un sorteo de cuchillos, decisión de los capitanes o un reto express/de habilidades. El reto suele consistir en preparar una comida para un grupo numeroso de invitados o un reto de "Guerra de Restaurantes", en el que los famosos deben transformar un espacio vacío en un restaurante en funcionamiento. El equipo ganador se salva de la eliminación, mientras que el equipo perdedor participa en el reto de salvación para evitar la eliminación.
- Prueba de salvación: Las celebridades, que compiten individualmente o por parejas, tienen una última oportunidad de salvarse de la eliminación.
- Prueba de eliminación: Las celebridades deben cocinar un platillo utilizando un ingrediente determinado. En algunas ocasiones, pueden cocinar cualquier platillo de su elección.

## Producción
El 12 de mayo de 2022, Top Chef VIP fue presentado durante el marco del Up-front de Telemundo para la temporada en televisión 2022-23. El 20 de julio de 2022, Carmen Villalobos fue anunciada como presentadora del programa. Ese mismo día, Antonio de Livier, Adria Marina Montaño y Juan Manuel Barrientos fueron anunciados como jueces. El 24 de septiembre de 2022, Villalobos anunció la renovación de la serie para una segunda temporada. La temporada se estrenó el 25 de abril de 2023. El 18 de julio de 2023, Telemundo renovó el programa para una tercera temporada. El 15 de abril de 2024 se anunció que Montaño y Barrientos no regresarían como jueces para la tercera temporada. Fueron reemplazados por Belén Alonso e Inés Páez Nin. La tercera temporada se estrenó el 21 de mayo de 2024.

## Equipo del programa
Presentadora
     Jueces
| Presentadores y panelista | Temporadas | Temporadas | Temporadas | Temporadas |
| Presentadores y panelista | 1          | 2          | 3          | 4          |
| ------------------------- | ---------- | ---------- | ---------- | ---------- |
| Carmen Villalobos         |            |            |            |            |
| Antonio de Livier         |            |            |            |            |
| Adria Marina Montaño      |            |            |            |            |
| Juan Manuel Barrientos    |            |            |            |            |
| Belén Alonso              |            |            |            |            |
| Inés Páez Nin             |            |            |            |            |
| Betty Vázquez             |            |            |            |            |

## Temporadas
| Temporada | Episodios | Emisión             | Emisión                  | Concursantes | Resultados       | Resultados       | Resultados         | Resultados                          |
| Temporada | Episodios | Inicio              | Final                    | Concursantes | Ganador(a)       | Subcampeon(a)es  | Subcampeon(a)es    | Subcampeon(a)es                     |
| --------- | --------- | ------------------- | ------------------------ | ------------ | ---------------- | ---------------- | ------------------ | ----------------------------------- |
| 1         | 35        | 9 de agosto de 2022 | 26 de septiembre de 2022 | 16           | Lambda García    | Cristina Eustace | Mauricio Islas     | Zuleyka Rivera                      |
| 2         | 60        | 25 de abril de 2023 | 17 de julio de 2023      | 20           | Alana Lliteras   | Germán Montero   | Laura Zapata       | Sebastián Villalobos                |
| 3         | 60        | 21 de mayo de 2024  | 29 de julio de 2024      | 21           | Patricia Navidad | David Salomón    | José María Galeano | Víctor Florencio «El Niño Prodigio» |

### Primera temporada (2022)
La primera temporada Top Chef VIP se estrenó el 9 de agosto de 2022 y concluyó el 26 de septiembre del mismo año. Dieciséis celebridades fueron seleccionadas para competir. El ganador de la temporada fue el actor Lambda García, que recibió $100,000.
| Pos.  | Nombre              | Edad | Profesión                  | Resultado           |
| ----- | ------------------- | ---- | -------------------------- | ------------------- |
| 1.º   | Lambda García       | 35   | Actor                      | Ganador             |
| 2.ª/º | Cristina Eustace    | 43   | Cantante                   | Subcampeón(a)es     |
| 2.ª/º | Mauricio Islas      | 48   | Actor                      | Subcampeón(a)es     |
| 2.ª/º | Zuleyka Rivera      | 34   | Modelo, Miss Universo 2006 | Subcampeón(a)es     |
| 5.ª/º | Chiky Bom Bom       | 34   | Influencer                 | 12.ª/º eliminada(o) |
| 5.ª/º | Ferdinando Valencia | 40   | Actor                      | 12.ª/º eliminada(o) |
| 7.ª   | Marlene Favela      | 45   | Actriz                     | 10.ª eliminada      |
| 8.º   | Héctor Suárez Gomís | 53   | Actor                      | 9.º eliminado       |
| 9.º   | Rodrigo Vidal       | 49   | Actor                      | 8.º eliminado       |
| 10.º  | Gregorio Pernía     | 52   | Actor                      | 7.º eliminado       |
| 11.ª  | Aida Cuevas         | 58   | Cantante, actriz           | 6.ª eliminada       |
| 12.º  | Horacio Pancheri    | 39   | Actor                      | 5.º eliminado       |
| 13.ª  | Graciela Beltrán    | 47   | Cantante                   | 4.ª eliminada       |
| 14.º  | Luis Coronel        | 26   | Cantante                   | 3.er eliminado      |
| 15.ª  | Jennifer Peña       | 38   | Cantante                   | 2.ª eliminada       |
| 16.ª  | Scarlet Ortiz       | 48   | Actriz                     | 1.ª eliminada       |

### Segunda temporada (2023)
La segunda temporada Top Chef VIP se estrenó el 25 de abril de 2023 y concluyó el 17 de julio del mismo año. Veinte celebridades fueron seleccionadas para competir. Esta temporada se introdujo un nuevo reto en el programa: el cuchillo de oro. En este reto, las celebridades compiten por un broche dorado en forma de cuchillo. El ganador de este reto saca un cuchillo antes de la prueba de salvación, y el número que aparece en el cuchillo determina a cuántas celebridades puede salvar de la prueba de eliminación. La ganadora de la temporada fue Alana Lliteras, que recibió $100,000.
| Pos.  | Nombre               | Edad | Profesión                  | Resultado       |
| ----- | -------------------- | ---- | -------------------------- | --------------- |
| 1.ª   | Alana Lliteras       | 18   | Chef                       | Ganadora        |
| 2.º/ª | Germán Montero       | 43   | Cantante                   | Subcampeón(a)es |
| 2.º/ª | Laura Zapata         | 66   | Actriz                     | Subcampeón(a)es |
| 2.º/ª | Sebastián Villalobos | 27   | Influencer                 | Subcampeón(a)es |
| 5.º   | Jesús Moré           | 44   | Actor                      | 15.º eliminado  |
| 6.º   | Arturo Peniche       | 60   | Actor                      | 14.º eliminado  |
| 7.ª   | Génesis Suero        | 31   | Presentadora de televisión | 13.ª eliminada  |
| 8.ª   | Helen Ochoa          | 38   | Cantante                   | 12.ª eliminada  |
| 9.ª   | Sara Corrales        | 37   | Actriz                     | 11.ª eliminada  |
| 10.º  | Juan Pablo Gil       | 33   | Actor                      | 10.º eliminado  |
| 11.ª  | Marisol Terrazas     | 47   | Cantante                   | 9.ª eliminada   |
| 12.º  | Eduardo Barquin      | 24   | Actor                      | 8.º eliminado   |
| 13.º  | Jose Gumbs           | 34   | Exjugador de la NFL        | 7.º eliminado   |
| 14.º  | Tony Balardi         | 67   | Comediante                 | 6.º eliminado   |
| 15.º  | Johnny Lozada        | 55   | Cantante, actor            | 5.º eliminado   |
| 16.ª  | Isis Serrath         | 32   | Chica reality              | 4.ª eliminada   |
| 17.ª  | Gaby Spanic          | 49   | Actriz                     | Abandona        |
| 18.º  | Gilberto Gless       | 59   | Imitador                   | 3.er eliminado  |
| 19.ª  | Regina Orozco        | 59   | Actriz, cantante           | 2.ª eliminada   |
| 20.ª  | Lorena de la Garza   | 48   | Actriz                     | 1.ª eliminada   |

### Tercera temporada (2024)
La tercera temporada Top Chef VIP se estrenó el 21 de mayo de 2024. Veinte celebridades fueron seleccionadas inicialmente para competir en Top Chef VIP. Tras el abandono de Mark Tacher, Gabriel Coronel fue elegido como su reemplazo. La ganadora de la temporada fue Patricia Navidad, que recibió $200,000, duplicando el premio otorgado en temporadas anteriores.
| Pos.  | Nombre                              | Edad | Profesión                  | Resultado           |
| ----- | ----------------------------------- | ---- | -------------------------- | ------------------- |
| 1.ª   | Patricia Navidad                    | 51   | Actriz, cantante           | Ganadora            |
| 2.º   | David Salomón                       | 45   | Diseñador                  | Subcampeones        |
| 2.º   | José María Galeano                  | 44   | Actor                      | Subcampeones        |
| 2.º   | Víctor Florencio «El Niño Prodigio» | 41   | Astrólogo                  | Subcampeones        |
| 5.º/ª | Gary Centeno                        | 37   | Actor                      | 16.º/ª eliminado(a) |
| 5.º/ª | Natalia Juárez                      | 29   | Actriz                     | 16.º/ª eliminado(a) |
| 7.ª   | Alicia Machado                      | 47   | Actriz, Miss Universo 1996 | 14.ª eliminada      |
| 8.ª   | Carolina Tejera                     | 47   | Actriz                     | 13.ª eliminada      |
| 9.º   | Gabriel Coronel                     | 37   | Actor, cantante            | 12.º eliminado      |
| 10.ª  | Mariana Botas                       | 34   | Actriz                     | 11.ª eliminada      |
| 11.º  | Pancho Uresti                       | 29   | Cantante                   | 10.º eliminado      |
| 12.º  | Jason Romo                          | 27   | Actor                      | 9.º eliminado       |
| 13.º  | Polo Morín                          | 33   | Actor                      | 8.º eliminado       |
| 14.ª  | Rosie Rivera                        | 42   | Personalidad televisiva    | 7.ª eliminada       |
| 15.º  | José Luis «El Puma» Rodríguez       | 81   | Cantante, actor            | 6.º eliminado       |
| 16.ª  | Diana Reyes                         | 44   | Cantante                   | 5.ª eliminada       |
| 17.º  | Alejandro López                     | 56   | Actor                      | 4.º eliminado       |
| 18.ª  | Danka Castro                        | 20   | Actriz                     | 3.ª eliminada       |
| 19.ª  | Ivanna Jiménez                      | 18   | Cantante                   | 2.ª eliminada       |
| 20.ª  | Daniela Castro                      | 54   | Actriz                     | 1.ª eliminada       |
| 21.º  | Mark Tacher                         | 46   | Actor                      | Abandona            |

### Cuarta temporada (2025)
La cuarta temporada Top Chef VIP se estrenó el 22 de julio de 2025. Veinte celebridades fueron seleccionadas inicialmente para competir en Top Chef VIP.
| Pos. | Nombre           | Edad | Profesión                  | Resultado      |
| ---- | ---------------- | ---- | -------------------------- | -------------- |
|      | Angélica Celaya  | 43   | Actriz y modelo            |                |
|      | Celinee Santos   | 25   | Actriz y modelo            |                |
|      | Cristina Porta   | 35   | Periodista y presentadora  |                |
|      | Curvy Zelma      | 33   | Modelo y presentadora      |                |
|      | Francisco Pizaña | 35   | Actor                      |                |
|      | Juan Soler       | 59   | Actor                      |                |
|      | Lorena Herrera   | 58   | Actriz y cantante          |                |
|      | Matías Ochoa     | 26   | Influencer y chico reality |                |
|      | Nicole Curiel    | 23   | Actriz                     |                |
|      | Norkys Batista   | 47   | Actriz y presentadora      |                |
|      | Salvador Zerboni | 46   | Actor                      |                |
| 12.ª | Yany Prado       | 34   | Actriz                     | Abandona       |
| 13.º | Héctor Sandarti  | 57   | Conductor y actor          | 7.º eliminado  |
| 14.º | Gerardo Bazúa    | 40   | Cantante                   | 6.º eliminado  |
| 15.ª | Valeria Cuevas   | 29   | Cantante y modelo          | 5.ª eliminada  |
| 16.º | Sergio Sendel    | 58   | Actor                      | 4.º eliminado  |
| 17.º | Elvis Crespo     | 53   | Cantante                   | Abandona       |
| 18.ª | Karina           | 56   | Cantante y actriz          | 3.ª eliminada  |
| 19.º | Chistopher Vélez | 29   | Cantante                   | 2.º eliminado  |
| 20.º | Sergio Goyri     | 66   | Actor                      | 1.er eliminado |